# Diachus squalens
Diachus squalens är en skalbaggsart som först beskrevs av Christian Wilhelm Ludwig Eduard Suffrian 1852.  Diachus squalens ingår i släktet Diachus och familjen bladbaggar. Inga underarter finns listade i Catalogue of Life.